# (11084) Giò
11084 Gio (1993 SG3) – planetoida z pasa głównego asteroid okrążająca Słońce w ciągu 3,54 lat w średniej odległości 2,32 j.a. Odkryta 19 września 1993 roku.